# ドゥシャンベ駅
ドゥシャンベ駅（タジク語: Вокзали роҳи оҳани Душанбе）はタジキスタンの首都ドゥシャンベにある鉄道駅である。

## 列車
- ドゥシャンベ - パフターバード（毎日運行）
- ドゥシャンベ - シャアルトゥズ / クリャーブ（火・土曜日運行）
- ドゥシャンベ - モスクワ（火・土曜日運行）